# 시나노 철도선
시나노 철도선(일본어: しなの鉄道線, しなのてつどうせん 시나노테츠도오센[*])은 시나노 철도의 첫번째 철도 노선이다. 일본 나가노현 기타사쿠군 가루이자와정에 위치한 가루이자와역과 나가노 현 나가노시에 위치한 시노노이역을 잇는다.

## 역사
- 1997년 10월 1일: 호쿠리쿠 신칸센 개통에 따라 동일본 여객철도(JR 동일본)으로부터 이관.
- 1999년 4월 1일: 데쿠노사카키 역 영업 개시(니시우에다 ~ 사카키 사이).
- 2001년 3월 22일: 야시로코코마에 역 영업 개시(야시로 ~ 시노노이 사이).
- 2002년 3월 29일: 시나노코쿠분지 역 영업 개시(오야 ~ 우에다 사이).
- 2004년 1월 5일: 가루이자와 ~ 고모로 구간의 일부 열차에서 1인 승무를 실시.
- 2004년 3월 11일: 가루이자와 ~ 고모로 구간의 1인 승무 열차를 확대.
- 2004년 10월 16일: 고모로 ~ 우에다 구간의 일부 열차에서도 1인 승무를 실시하기 시작.
- 2007년 3월 18일: 우에다 ~ 도구라 구간의 일부 열차에서도 1인 승무를 실시하기 시작.
- 2009년 3월 14일: 지쿠마 역 개업(도구라 ~ 시노노이 사이).

## 운행 형태
시나노 철도선의 전 구간을 거쳐 JR 동일본 구간으로 직통 운행하는 열차(가루이자와 ~ JR 신에쓰 본선 나가노)외에 가루이자와 ~ 고모로, 고모로 ~ 나가노 간만을 운행되는 열차도 있다. 시노노이를 종점으로 하는 열차는 없이 기본적으로 나가노까지 운행하며 시나노 철도 승무원이 그대로 나가노까지 승무한다.
인건비를 줄이기 위하여 2004년 1월부터 일부 열차가 1인 승무로 운행되기 시작했다.

## 차량
- 115계 - 3량×11편성(S1 - S11편성, 33량)이 재적
- 169계 - 3량×4편성(S51 - S54편성, 12량)이 재적
- 동일본 여객철도 115계(시노노이 ~ 고모로)

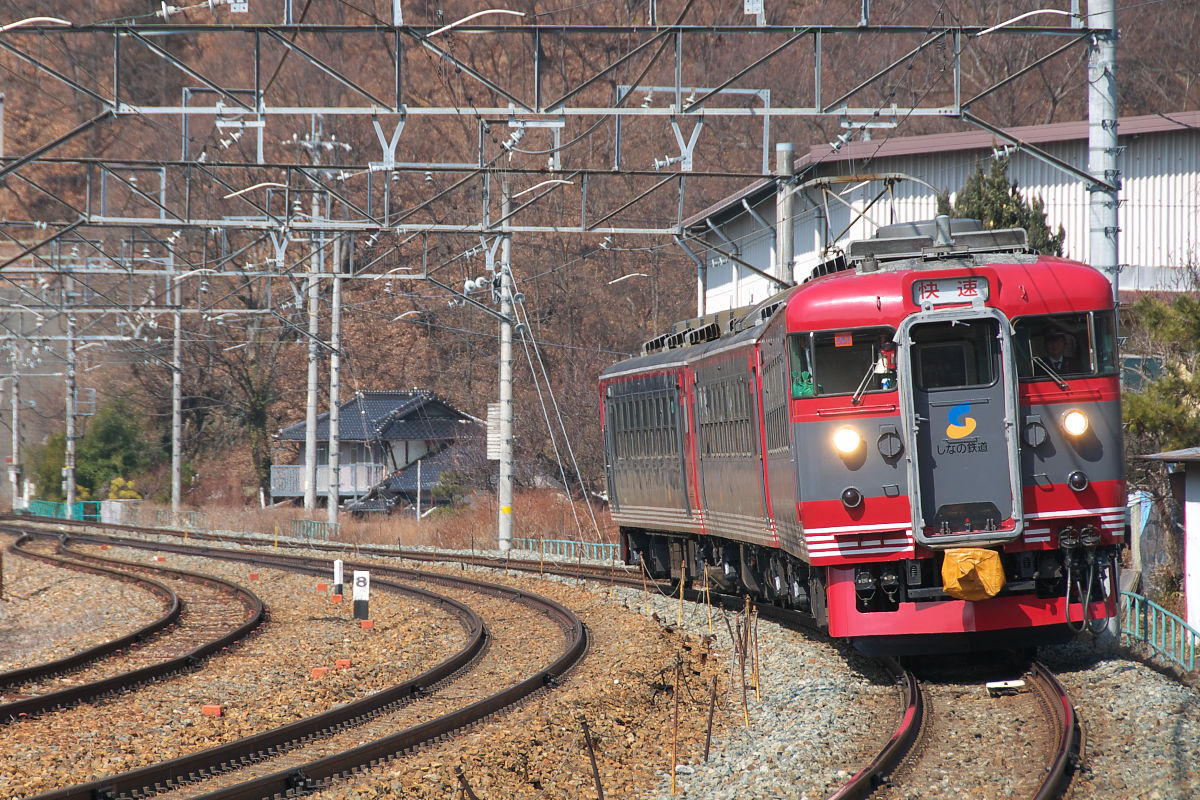
169계 전동차
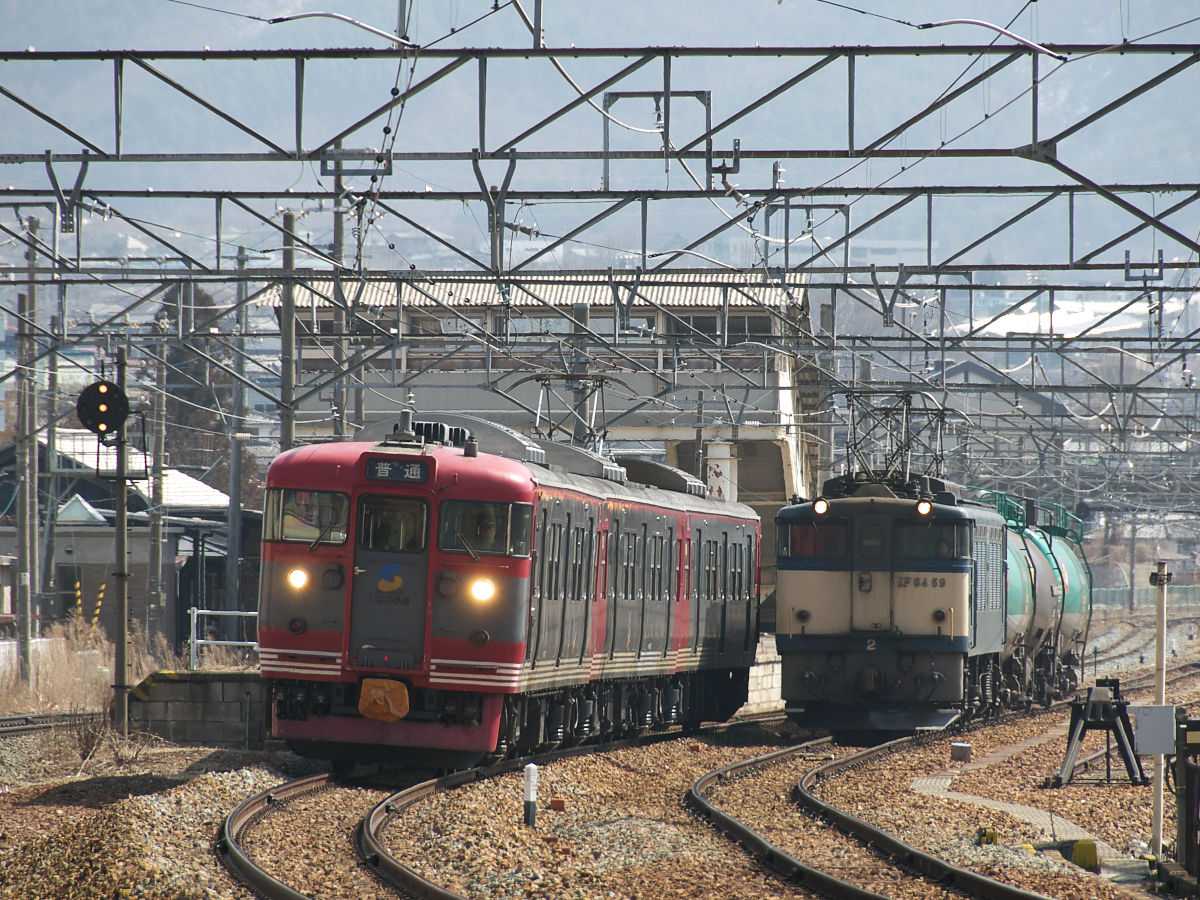
115계 전동차와 화물 열차 모습(사카키역에서 촬영)

## 역 목록
| 역 이름        | 일본어 이름  | 영업 거리 (km) | 접속 노선                                        | 소재지              | 소재지                              | 소재지       |
| -------------- | ------------ | -------------- | ------------------------------------------------ | ------------------- | ----------------------------------- | ------------ |
| 가루이자와     | 軽井沢       | 0.0            | 호쿠리쿠 신칸센                                  | 나가노현            | 기타사쿠군                          | 가루이자와정 |
| 나카가루이자와 | 中軽井沢     | 4.0            |                                                  | 나가노현            | 기타사쿠군                          | 가루이자와정 |
| 시나노오이와케 | 信濃追分     | 7.2            |                                                  | 나가노현            | 기타사쿠군                          | 가루이자와정 |
| 미요타         | 御代田       | 13.2           | 미요타정                                         | 나가노현            | 기타사쿠군                          |              |
| 히라하라       | 平原         | 18.3           | 고모로시                                         | 고모로시            |                                     |              |
| 고모로         | 小諸         | 22.0           | 고모로시                                         | 고모로시            | 고우미 선                           |              |
| 시게노         | 滋野         | 27.9           |                                                  | 도미시              | 도미시                              |              |
| 다나카         | 田中         | 31.3           |                                                  | 도미시              | 도미시                              |              |
| 오야           | 大屋         | 34.7           | 우에다시                                         | 우에다시            |                                     |              |
| 시나노코쿠분지 | 信濃国分寺   | 37.1           | 우에다시                                         | 우에다시            |                                     |              |
| 우에다         | 上田         | 40.0           | 우에다시                                         | 우에다시            | 호쿠리쿠 신칸센 우에다 전철 벳쇼 선 |              |
| 니시우에다     | 西上田       | 44.4           | 우에다시                                         | 우에다시            |                                     |              |
| 데쿠노사카키   | テクノさかき | 47.9           | 하니시나군 사카키정                              | 하니시나군 사카키정 |                                     |              |
| 사카키         | 坂城         | 50.4           | 하니시나군 사카키정                              | 하니시나군 사카키정 |                                     |              |
| 도구라         | 戸倉         | 54.9           | 지쿠마시                                         | 지쿠마시            |                                     |              |
| 지쿠마         | 千曲         | 57.1           | 지쿠마시                                         | 지쿠마시            |                                     |              |
| 야시로         | 屋代         | 59.9           | 지쿠마시                                         | 지쿠마시            | 나가노 전철 야시로 선               |              |
| 야시로코코마에 | 屋代高校前   | 61.8           | 지쿠마시                                         | 지쿠마시            |                                     |              |
| 시노노이       | 篠ノ井       | 65.1           | 신에쓰 본선(나가노 방면에 직결 운행) 시노노이 선 | 나가노시            | 나가노시                            |              |

## 같이 보기
- 일본의 철도 회사 목록